# Jatropha cardiophylla
Jatropha cardiophylla là một loài thực vật có hoa trong họ Đại kích. Loài này được (Torr.) Müll.Arg. mô tả khoa học đầu tiên năm 1866.